# Brachysetodes major
Brachysetodes major är en nattsländeart som beskrevs av Schmid 1958. Brachysetodes major ingår i släktet Brachysetodes och familjen långhornssländor. Inga underarter finns listade i Catalogue of Life.